# Дадашева, Тамара Висхаджиевна
Тама́ра Висхаджи́евна Дада́шева (10 ноября 1955 года, Ошская область, Киргизская ССР, СССР) — чеченская певица и композитор. Народная артистка Чечено-Ингушской АССР (1990). Заслуженная артистка Российской Федерации (2024).

## Биография
Тамара Дадашева родилась в депортации в Ошской области Киргизской ССР. Отец работал в Ножай-Юртовской центральной районной больнице врачом-стоматологом.
После окончания школы она пошла на работу в райисполком на должность технического секретаря. Участвовала в художественной самодеятельности. Однажды к ним приехали сотрудники республиканского радио и попросили спеть.
К нам ... приехали работники радио во главе с Тамарой Ахмадовой, редактором музыкального отдела. Меня попросили спеть. Я спела песенку, слова которой я взяла из одной книги, а мелодию придумала сама. Её записали и прокрутили на радио.
Песня стала популярной. Дадашеву стали приглашать на радио и телевидение.
Сначала я не совсем понимала то, что происходило вокруг меня. Я стала постоянной участницей всех праздничных мероприятий в республике. Пришла популярность, к которой я не стремилась и не была готова. К нам, в Ножай-Юрт, стали толпами приезжать люди со всей республики, чтобы посмотреть на меня.
Несмотря на свою внезапную популярность, Тамара Дадашева и не думала о профессиональной сцене. Она хотела стать фармацевтом и поступила в медицинское училище. Но впоследствии Тамара всё же бросила медицину, чтобы стать певицей. Первые же концерты Дадашевой прошли при полном аншлаге.
Чтобы быть на уровне требований новой профессии, которая нашла её, она окончила музыкальное училище, культпросветучилище, кооперативное училище, педагогический институт.
С 1976 года — солистка Чечено-Ингушской государственной филармонии. В 1982 году стала художественным руководителем женского вокального ансамбля «Жайна» (Амулет). Под её руководством была создана новая концертная программа. Ансамбль стал популярным в республике музыкальным коллективом, а сама Дадашева стала лауреатом и дипломантом всесоюзных, всероссийских и республиканских конкурсов.
После смерти мужа она больше года не пела, хотела бросить сцену. Но родные и друзья уговорили её остаться.
9 мая 2004 года Дадашева участвовала в концерте, посвящённом Дню Победы, на стадионе «Динамо» в Грозном. Она едва закончила петь, как прогремел взрыв. Погиб присутствовавший на концерте Ахмат Кадыров. Певица получила травмы и некоторое время лечилась в Нальчике.
В 1982 году ей присвоили звание Заслуженной артистки Чечено-Ингушской АССР, а в 1990 году — Народной артистки Чечено-Ингушской АССР. В 2004 году она стала «Человеком года» Чеченской Республики. В 2005 году была награждена медалью Петра Великого.
Актриса много гастролирует по России (Москва и Подмосковье, Махачкала, Нальчик, Элиста) и Европе (Германия, Нидерланды, Австрия, Норвегия, Бельгия).

## Награды и звания
- 1982 — Заслуженная артистка Чечено-Ингушской АССР;
- 1990 — Народная артистка Чечено-Ингушской АССР;
- 2004 — Человек года Чеченской Республики;
- 2005 — Медаль Петра Великого;
- 2009 — Заслуженный деятель искусств Чеченской Республики[4];
- 2024 — Заслуженная артистка Российской Федерации (22 июля 2024 года) — за большой вклад в развитие отечественной культуры и искусства, многолетнюю плодотворную деятельность[5].

В 1996 году Т. Дадашева была выдвинута на присвоение звания Заслуженной артистки России, но в связи с боевыми действиями в Чечне она отказалась от этого звания.

## Семья
- Отец — стоматолог;
- Муж — врач, профессор, Хасан Мусалатов;
- Сын (род. 1999).